# Ryder Hesjedal
Ryder Hesjedal (ur. 9 grudnia 1980 w Victorii) – kanadyjski kolarz szosowy, zwycięzca Giro d’Italia 2012.
Jego najmocniejszą stroną była jazda indywidualna na czas oraz jazda w górach.

## Kariera
Hesjedal ściganie rozpoczynał w kolarstwie górskim. Po raz pierwszy w wyścigu wystartował w połowie lat 90. Od razu rozpoczął od przygody - spóźnił się, a w dodatku nie posiadał stroju. Wystartował dwie minuty po rywalach, w jeansach i koszulce, a wyścig ukończył na drugim miejscu. W późniejszych latach Kanadyjczyk kontynuował z sukcesami karierę górską, zdobywając szereg medali na mistrzostwach świata, w tym trzy indywidualnie.
W 2005 roku postanowił przerzucić się na szosę i w barwach grupy Discovery Channel wystartował w swoim pierwszym Grand Tourze - Giro d’Italia. Wyścigu nie ukończył, ale był członkiem drużyny, która pracowała na końcowy sukces Paolo Savoldellego.
W sezonie 2006 reprezentował barwy szwajcarskiej grupy Phonak. Udało mu się wywalczyć czwarte miejsce w wyścigu Dookoła Katalonii i wicemistrzostwo kraju w jeździe indywidualnej na czas. Nastawiając się na dobry wynik podczas Mistrzostw świata w Salzburgu, wycofał się ze swojego drugiego Grand Touru - Vuelty. Mistrzostwa nie poszły jednak po jego myśli. W następnym sezonie ponownie zmienił barwy drużynowe, aby wreszcie w 2008 roku dołączyć do drużyny Jonathana Vaughtersa – Garminu. Współpraca okazała się korzystna - Hesjedal pojechał na Tour de France, gdzie pomógł Christianowi Vande Velde zająć piąte miejsce.

### 2009
Największe sukcesy w tym sezonie Hesjedal osiągnął jesienią. Wcześniej przejechał Tour de France, pomagając ponownie Vande Velde w zajęciu miejsca w czołowej dziesiątce. Podczas Vuelty wygrał 12. etap, przez co stał się pierwszym Kanadyjczykiem, który tego dokonał. Było to także pierwsze indywidualne etapowe zwycięstwo podczas Grand Touru odniesione przez reprezentanta Kanady, od 1988, kiedy to etap Tour de France wygrał Steve Bauer.
Hesjedal zajął także piąte miejsce w Clásica de San Sebastián.
Te i wcześniejsze sukcesy dostrzeżono w jego ojczyźnie. Magazyn Canadian Cyclist na podstawie internetowego głosowania wybrał go kolarzem dekady oraz kolarzem roku.

### 2010
Trzeci sezon w Garminie Kanadyjczyk rozpoczął bardzo dobrymi wynikami w wiosennych wyścigach klasycznych. Zajął 5. miejsce w Strade Bianche oraz 2. miejsce w Amstel Gold Race. Celem sezonu stał się oczywiście Tour de France. Hesjedal do ataku ruszył już na trzecim etapie, najpierw uciekając, a na koniec finiszując z czołowej grupki. Zajął czwarte miejsce, nadrabiając nieco czasu nad częścią rywali, w tym Alberto Contadorem. Na 17. etapie ponownie finiszował czwarty (później wynik zmieniono na miejsce trzecie, ze względu na dyskwalifikację El Pistolero), tym razem na szczycie legendarnego Col du Tourmalet. W klasyfikacji generalnej skończył na 6. miejscu. Był to najlepszy rezultat zawodnika z Kanady od czasów czwartego miejsca Bauera w Tour de France 1988.
Udany rok Hesjedal zakończył równym występem w rodzinnej Kanadzie. W klasykach w okolicach Québecu i Montrealu zajął odpowiednio 4. i 3. miejsce. Ponownie znalazł się także w czołówce Clásica de San Sebastián.

### 2011
Nieco słabszy sezon Kanadyjczyka widać było od lutowych startów do klasyków we wrześniu. Ponownie przygotowywał się do Tour de France, udało mu się nawet zająć 3. miejsce na jednym z etapów, ale w klasyfikacji generalnej uplasował się dopiero na 17. pozycji.

### 2012

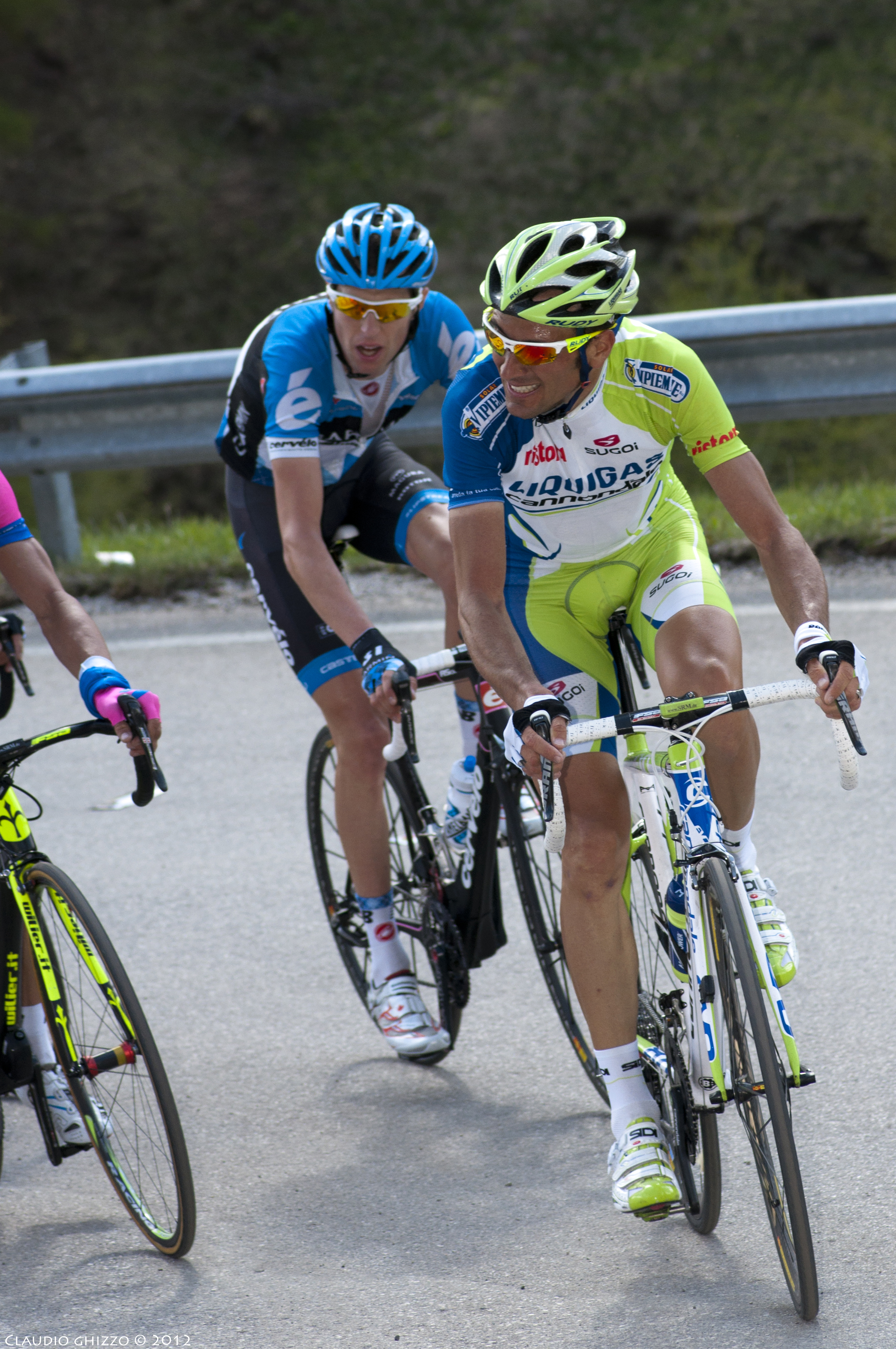
Hesjedal (w niebieskiej koszulce) podczas 17. etapu Giro d’Italia 2012

Hesjedal przygotowania do Giro d’Italia rozpoczął biorąc udział w hiszpańskich wyścigach oraz ardeńskich klasykach. W Liège-Bastogne-Liège zajął nawet 9. miejsce. W ramach ostatniego sprawdzianu przed startem we Włoszech, przejechał cztery etapy Tour de Romandie.
Giro rozpoczął od wygranej czasówki drużynowej na czwartym etapie. Liderem został jego kolega z drużyny Ramūnas Navardauskas, ale już na 7. etapie, po zajęciu 5. miejsca na etapie, Hesjedal przywdział maglia rosa. Utrzymał ją do 10. etapu - na mecie w Asyżu najlepszy okazał się Joaquim Rodríguez i to on zmienił Kanadyjczyka na prowadzeniu. Ten jednak nie zamierzał rezygnować i na 14. etapie zaatakował z grupy lidera. Faworyci nie byli w stanie odpowiedzieć, Hesjedal finiszował na 4. miejscu (do mety dojechała ucieczka) i ponownie na podium założył różowy trykot. Na następnym etapie nie dał jednak rady utrzymać prowadzenia, które odebrał mu ponownie Purito.
Walkę o najwyższy stopień podium miały rozstrzygnąć następne górskie odcinki. Po 15. etapie Hesjedal tracił do Rodrígueza tylko 30 sekund, co przy dosyć słabej jeździe Hiszpana na czasówkach, Kanadyjczyk mógł spokojnie odrobić na ostatnim etapie w Mediolanie. Półminutowa różnica utrzymywała się do etapu 19. W końcówce do ofensywy przeszedł podopieczny Vaughtersa, gubiąc Rodrígueza i kończąc podjazd Alpe di Pampeago na 2. miejscu, za Romanem Kreuzigerem. Różnica między prowadzącą dwójką zmniejszyła się do 17 sekund. Ostatni górski etap, prowadzący na Przełęcz Stelvio, mógł drastycznie zmienić miejsce Kanadyjczyka. Pojawiały się głosy, że jego aktywna jazda przez cały wyścig może źle wpłynąć na jego dyspozycję na ostatnim, morderczym podjeździe. Stało się jednak inaczej - Hesjedal przyjechał 6., tracąc tylko 14 sekund do Hiszpana. Przed finałową czasówką tracił 31 sekund i było prawie pewne, że uda mu się zdobyć upragnione prowadzenie. Tak też się stało - mimo bardzo dobrej jazdy Rodrígueza, zawodnik Garminu pokonał lidera Katushy o 47 sekund i wygrał wyścig różnicą zaledwie 16 sekund.
Hesjedal jest pierwszym zawodnikiem z Kanady, który wygrał Grand Tour, a także drugim (po Andrew Hampstenie) kolarzem spoza Europy, który zwyciężył w Giro d’Italia.
Jego sukces został od razu dostrzeżony w ojczyźnie - premier Stephen Harper wygłosił specjalne przemówienie, w którym pogratulował rodakowi wyniku.

## Najważniejsze osiągnięcia
2003
- Wicemistrzostwo świata w kolarstwie górskim - cross country

2006
- 4. miejsce w Volta a Catalunya

2007
- Mistrzostwo Kanady w jeździe indywidualnej na czas
- 1. miejsce w klasyfikacji górskiej Tour de Georgia

2008
- 1. miejsce na 1. etapie Giro d’Italia (jazda druż. na czas)

2009
- 5. miejsce w Clásica de San Sebastián
- 8. miejsce w Tirreno-Adriático
- 1. miejsce na 12. etapie Vuelta a España

2010
- 2. miejsce w Amstel Gold Race
- 7. miejsce w Tour de France
- 4. miejsce w Grand Prix Cycliste de Québec
- 3. miejsce w Grand Prix Cycliste de Montréal

2011
- 4. miejsce w GP Miguel Indurain
- 1. miejsce na 2. etapie Tour de France (jazda druż. na czas)

2012
- 1. miejsce w Giro d’Italia
  - 1. miejsce na 4. etapie (jazda druż. na czas)
  -  maglia rosa przez 5 etapów

2013
- 3. miejsce w Grand Prix Cycliste de Montréal
- 8. miejsce w Liège-Bastogne-Liège

2014
- 9. miejsce w Giro d’Italia
- 1. miejsce na 14. etapie Vuelta a España

2015
- 5. miejsce w Giro d’Italia

### Miejsca w Grand Tourach
| Wielkie Toury | 2005 | 2006 | 2007 | 2008 | 2009 | 2010 | 2011 | 2012 | 2013 | 2014 | 2015 | 2016 |
| ------------- | ---- | ---- | ---- | ---- | ---- | ---- | ---- | ---- | ---- | ---- | ---- | ---- |
| Giro          | DNF  | –    | –    | 60   | –    | –    | –    | 1    | DNF  | 9    | 5    | DNF  |
| Tour          | –    | –    | –    | 49   | 47   | 6    | 18   | DNF  | 70   | —    | 40   |      |
| Vuelta        | –    | DNF  | –    | –    | DNF  | –    | –    | –    | —    | 24   | —    |      |

DNF - (ang. did not finish) – nie ukończył